# Dicranoptycha diacantha
Dicranoptycha diacantha là một loài ruồi trong họ Limoniidae. Chúng phân bố ở miền Cổ bắc.